# Попеску-Гопо, Ион
Ион Попеску-Гопо (рум. Ion Popescu-Gopo, 1 мая 1923 — 29 ноября 1989) — румынский режиссёр игрового и мультипликационного кино, художник, сценарист. На Каннском фестивале 1957 года мультипликационная лента Попеску-Гопо «Краткая история» (Scurtă Istorie (рум.)) получила Золотую пальмовую ветвь за короткометражный фильм. Заслуженный артист СРР (1959).

## Биография
Родился в смешанной украино-румынской семье 1 мая 1923 года в Бухаресте. Гопо — псевдоним, образованный из первых слогов фамилий его родителей: девичьей матери (Горенко) и фамилии отца (Попеску).
В 1949 окончил Академию изящных искусств в Бухаресте. В 1950 году совместно с отцом стал соорганизатором студии «Анимафильм». В том же году дебютировал в мультипликационном кино работой «Кошелёчек с двумя монетами» (Punguta cu doi bani). Снял серию проникнутых философскими обобщениями мультфильмов: «Краткая история» (1957), «Семь искусств» (1958), «Homo sapiens» (1960), «Алло! Алло!» (1962). Поставил игровые художественные фильмы: «Украли бомбу» (1961), «Шаги к Луне» (1964), «Если бы я был Белым Арапом» (1965), «Фауст XX века» (1966), новеллу «Мой город» (в фильме «Бухарест глазами…», 1967). 
Долгую карьеру в кино Ион Попеску-Гопо начинал с анимации, поскольку был прежде всего профессиональным художником-карикатуристом (карикатуры его публиковались. в частности, в румынском сатирическом журнале «Урзика»). C 1974 года — президент Ассоциации румынских кинематографистов.
В СССР Ион Попеску-Гопо стал популярен благодаря совместным советско-румынским картинам «Мария, Мирабела» и «Мария, Мирабела в Транзистории», в которых он стал режиссёром и автором сценария (а в первом фильме сыграл одну из ролей).
Известность получили его короткометражные ленты без слов. Начав в истоках с подражания работам Уолта Диснея, в расцвете творческой карьеры Попеску-Гопо пришёл к его отрицанию, к своеобразному антидиснеевскому стилю. Он создал собственный минималистический подход. В короткометражных мультфильмах Попеску со сдержанной палитрой и лаконичной графикой форма довлела над содержанием. Нарисованный несколькими штрихами персонаж «Маленький человек (Человечек)» (Omulețul) стал главным героем целой серии фильмов «Краткая история» (1956), «Семь искусств» (1958), Homo Sapiens (1960).
Ион Попеску-Гопо умер в Бухаресте 29 ноября 1989 года, всего за несколько недель до румынской революции . У него случился сердечный приступ, когда он пытался втолкнуть застрявшую в снегу машину в свой гараж. Его смерть стала первым шагом к краху румынской анимационной студии Animafilm , которая впоследствии пострадала от финансовых проблем после революции 1989 года.

## Факты
- Снял цикл коротких рисованных кинолент под названием «Пилюли».
- Один из организаторов студии мультфильмов «Анимафильм» (1950, Бухарест).
- Лауреат Государственной премии СРР (1952).
- Заслуженный артист СРР (1959).
- Работы Попеску-Гопо удостоены премий на Международных кинофестивалях в Москве, Карловых Варах, Канне, Бордигерс, Эдинбурге, Дамаске и др.

## Консультант
- Сердце (1971)
- Здоровье начинается дома (1973)

## Мультипликационные фильмы
- Лодка (1987) Barca
- Отпечаток (1987) Amprenta
- Homo faber (1986)
- Ученик волшебника (1985) Ucenicul vrajitor
- Спортивный юмор (1984) Umor sportiv
- Куда идешь, гомо сапиенс? (1982) Quo vadis homo sapiens?
- Три яблока (1979) Trei mere
- Бесконечность (1977) Infinit
- Ecce Homo (1976)
- Один, два, три… (1975) Unu, doi, trei…
- Клепсидра (1972)Clepsidra
- Я + Я = Я (1969) Eu + Eu = Eu
- Поцелуи (1969) Sărutări
- Святая простота (1968) Sancta simplicitas
- Земля людей (1967) Pamîntul oamenilor
- Пилюля II (1967) Pilule II
- Пилюля I (1966) Pilule I
- Алло! Алло! (1962) Allo! Allo!
- Гомо сапиенс (1960) Homo sapiens
- Семь искусств (1958) Şapte arte
- Краткая история (1957) Scurtă istorie
- Галатея (1957) Galateea
- Маленькая обманщица (1956) Fetiţa mincinoasă
- Краткая история (1956) Scurta istorie
- Злой ёжик (1955) Ariciul răutăcios
- Винтик Мариникэ (1955) Şurubul lui Marinică
- Богатая муха (1954) O muscă cu bani
- Мариникэ (1953) Marinică
- Два зайчонка (1952) 2 iepuraşi
- Пчела и голубь (1951) Аlbina şi porumbelul
- Непослушный утенок (1951) Răţoiul neascultător

## Игровые фильмы
- Мария, Мирабела в Транзистории (1988)
- День в Бухаресте (1986) O zi la Bucureşti
- Пари с волшебницей (1984) Rămăşagul
- Галакс, человек-марионетка (1983) Galax, omul păpuşă
- Мария, Мирабела (1981)
- Сказка о любви (1976) Povestea dragostei
- Фантастическая комедия (1974) Comedie fantastică
- Трижды Бухарест (1967) De trei ori Bucureşti
- Фауст XX века (1966) Faust XX
- Если бы я был белым арапом (1965) De-aş fi Harap Alb
- Шаги к Луне (1963) Paşi spre Lună
- Украли бомбу (1961) S-a furat o bombă
- История как в сказке (1959) O poveste ca-n basme